# 漢密爾頓鎮區 (愛荷華州第開特縣)
漢密爾頓鎮區（英語：Hamilton Township）是位於美國愛荷華州第開特縣的一個行政鎮區。

## 地方資料
根據2010年美國人口普查的數據，漢密爾頓鎮區的面積為65.53平方千米，當中陸地面積為65.17平方千米，而水域面積為0.36平方千米。當地共有人口180人，而人口密度為每平方千米2.75人。